# Castelfranco Emilia
Castelfranco Emilia es una localidad y una comunidad italiana de la provincia de Módena, región de Emilia-Romaña.  La localidad se encuentra a unos 25 km al noroeste de Bolonia. Según los datos de 2008, tiene 30,933 habitantes.
Castelfranco también se encuentra cerca del lugar donde ocurrió la antigua  Batalla de Forum Gallorum, en la Vía Emilia entre Módena y Bolonia, donde en el año 43 a. C. Octavio Augusto y Aulo Hircio derrotaron a Marco Antonio. Desde 1506 formó parte de los Estados Pontificios. En su término municipal, se produjo el 3 de abril de 1815 la batalla de Panaro (Guerra austro-napolitana). En 1861 se unió a la desaparecida comunidad de Piumazzo.
La ciudad es famosa por la invención del tortellini, una típica comida italiana. También en esta región se produce abundantemente la variedad de vino llamada lambrusco. La iglesia de Santa Maria Assunta alberga un famoso cuadro llamado la Asunción de María pintado por Guido Reni. Castelfranco tiene también una fortaleza edificada hacia 1628-1634 por Urbano VIII como un bastión defensivo al norte de los Estados Papales.

## Personajes célebres
- Alfonsina Strada, la única mujer que compitió en la versión masculina del Giro de Italia (1924)
- Valerio Massimo Manfredi, historiador, arqueólogo y periodista (1943)
- Chiara Morini, colonizadora del pueblo de Albarracín (España) (2001)

## Demografía
| Gráfica de evolución demográfica de Castelfranco Emilia entre 1861 y 2001 |
|                                                                           |
| Fuente ISTAT - elaboración gráfica de Wikipedia                           |